# Агон-Кутенвиль (кантон)
Агон-Кутенвиль (фр. Agon-Coutainville) — кантон во Франции, находится в регионе Нормандия, департамент Манш. Входит в состав округа Кутанс.

## История
Кантон образован в результате реформы 2015 года . В него были включены отдельные коммуны упраздненных кантонов Лесе, Перье, Сен-Мало-де-ла-Ланд и Сен-Совёр-Ланделен.
С 1 января 2016 года состав кантона изменился: коммуна Буароже вошла в состав коммуны Гувиль-сюр-Мер.
1 января 2019 года коммуны Анвиль-сюр-Мер, Монсюрван и Сервиньи кантона Кутанс вошли в состав коммуны Гувиль-сюр-Мер; коммуны Водримениль, Ла-Ронд-Э, Ле-Менильбю, Сен-Мишель-де-ла-Пьер, Сен-Совёр-Ланделен, Сент-Обен-дю-Перрон и Актвиль кантона Кутанс образовали новую коммуну Сен-Совёр-Виллаж.

## Состав кантона с 1 января 2019 года
В состав кантона входят коммуны (население по данным Национального института статистики за 2018 г.):
- Агон-Кутенвиль (2 790 чел.)
- Бленвиль-сюр-Мер (1 637 чел.)
- Гонфревиль (154 чел.)
- Горж (344 чел.)
- Гувиль-сюр-Мер (3 198 чел.)
- Жефос (455 чел.)
- Маршезьё (719 чел.)
- Монкюи (187 чел.)
- Мюнвиль-ле-Бенгар (699 чел.)
- Не (69 чел.)
- Осе (172 чел.)
- Отвиль-ла-Гишар (469 чел.)
- Перье (2 263 чел.)
- Ред (193 чел.)
- Сен-Жермен-сюр-Сев (164 чел.)
- Сен-Мало-де-ла-Ланд (477 чел.)
- Сен-Мартен-д'Обиньи (595 чел.)
- Сен-Себастьян-де-Ред (329 чел.)
- Сен-Совёр-Виллаж (3 593 чел.)
- Фёжер (332 чел.)

## Политика
На президентских выборах 2022 г. жители кантона отдали в 1-м туре Эмманюэлю Макрону 34,0 % голосов против 23,6 % у Марин Ле Пен и 15,7 % у Жана-Люка Меланшона; во 2-м туре в кантоне победил Макрон, получивший 61,2 % голосов. (2017 год. 1 тур: Эмманюэль Макрон – 25,4 %, Франсуа Фийон – 24,8 %, Марин Ле Пен – 20,1 %, Жан-Люк Меланшон – 15,0 %; 2 тур: Макрон – 67,9 4 %. 2012 год. 1 тур: Николя Саркози — 32,2 %, Франсуа Олланд — 23,5 %, Марин Ле Пен — 17,5 %; 2 тур: Саркози — 54,6 %).
С 2021 года кантон в Совете департамента Манш представляют член совета коммуны Агон-Кутенвиль Изабель Буйер-Мопа (Isabelle Bouyer-Maupas) и вице-мэр коммуны Перье Дамьен Пиллон (Damien Pillon) (оба — Разные правые).
|                | Кандидаты                             | Партия                   | Первый тур | Первый тур     | Второй тур | Второй тур |
| Кол-во голосов | Кандидаты                             | Партия                   | % голосов  | Кол-во голосов | % голосов  |            |
| -------------- | ------------------------------------- | ------------------------ | ---------- | -------------- | ---------- | ---------- |
|                | Изабель Буйер-Мопа Дамьен Пиллон      | Разные правые            | 1 904      | 36,11          | 3 151      | 62,17      |
|                | Гаэль Веров Лоран Юэ                  | Левый блок — Зелёные     | 1 333      | 25,28          | 1 917      | 37,83      |
|                | Доминик Ларсоннёр-Морель Стефани Лоне | Правоцентристский блок   | 1 184      | 22,45          |            |            |
|                | Лоран Самсон Офелия Фламан            | Национальное объединение | 852        | 16,16          |            |            |

|                | Кандидаты                             | Партия                    | Первый тур | Первый тур     | Второй тур | Второй тур |
| Кол-во голосов | Кандидаты                             | Партия                    | % голосов  | Кол-во голосов | % голосов  |            |
| -------------- | ------------------------------------- | ------------------------- | ---------- | -------------- | ---------- | ---------- |
|                | Габриэль Доб Доминик Ларсоннёр-Морель | Разные правые             | 2 012      | 28,48          | 3 058      | 50,04      |
|                | Эрик Бофиль Мари-Жанна Пуллен-Бошер   | Союз за народное движение | 2 254      | 31,90          | 3 053      | 49,96      |
|                | Жан-Франсуа Лирон Лаура Рекье         | Национальный фронт        | 1 523      | 21,56          |            |            |
|                | Арлетт Лаплас-Долонд Лоран Юэ         | Европа Экология Зелёные   | 1 276      | 18,06          |            |            |